# Мазагао (микрорегион)
Микрорегион Мазагао е един от микрорегионите на бразилския щат Амапа, част от мезорегион Южна Амапа. Поделен е на три общини (градове).

## Общини
- Витория до Жари
- Ларанжал до Жари
- Мазагао